# Onconotus marginatus
Onconotus marginatus är en insektsart som först beskrevs av Fabricius 1798.  Onconotus marginatus ingår i släktet Onconotus och familjen vårtbitare. Inga underarter finns listade i Catalogue of Life.